# Georg Heinrich Meyer
Georg Heinrich Meyer (* 1872; † 1931) war ein deutscher Verleger und Verlagsbuchhändler.

## Wirken
Seine Wirkungsorte waren Berlin, München und Leipzig. Er war tätig in den Verlagen Meijer & Jessen (Berlin) und auch seit 1914 im Kurt Wolff Verlag (München; Leipzig). Als Kurt Wolff als Offizier im Ersten Weltkrieg Kriegsdienst leistete, musste er seinem Stellvertreter Georg Heinrich Meyer die Verlagskorrespondenz überlassen.

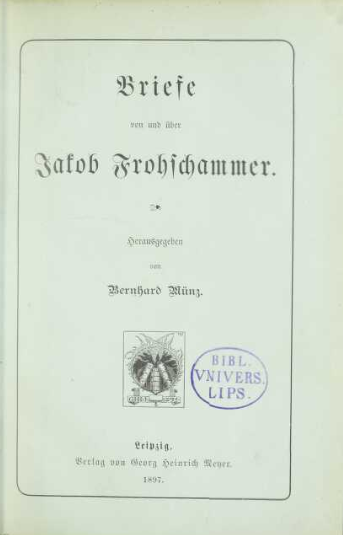
Bernhard Münz: Jakob Frohschammer, Briefe. 1897

Seine Verlage hießen Meyer und Jessen und Georg Heinrich Meyer Heimatverlag bzw. Georg Heinrich Meyer Verlag.